# Ульмініт

Ульмініт (рос. ульминит, англ. ulminite, нім. Ulminit m) — у петрографії –

- 1. Вітренова речовина, яка представлена геліфікованими рештками рослинних тканин. За назвою ульміну — складової частини гумату (M.Stopes, 1956).
- 2. Те саме, що ульмоколініт.

Належить до групи гумотелінітів.
Технологічні властивості ульмініту залежать від десмініту (Mincev, 1964), частково гумодетриніту (ICCP, 1971), його ступіня геліфікації (Якоб, 1959).